# Ботанічний сад імені сера Сівусагура Рамгулама
Ботанічний сад імені сера Сівусагура Рамгулама (англ. Sir Seewoosagur Ramgoolam Botanical Garden, стара назва Ботанічний сад Памплемус) — ботанічний сад на острові Маврикій. Розташований на північному заході острова, в окрузі Памплемус, за 10 кілометрів від Порт-Луї, столиці країни. 
Заснований 1770 року французьким ботаніком і дипломатом П’єром Пуавром, один з найстаріших ботанічних садів Південної півкулі. 1988 року сад був перейменований на честь борця за незалежність і першого прем'єр-міністра Маврикію Сівусагура Рамгулама.  Міжнародний код ботанічного саду  PAMPL. 

## Опис
Візитною карткою ботанічного саду є водяні лілії і лотоси (Victoria amazonica, індійський лотос). Крім гігантських водяних лілій в саду також ростуть пряні рослини, ебенове дерево, цукрова тростина і 85 видів пальм з Центральної Америки, Азії, Африки і островів Індійського океану.  Серед ендемічних видів пальм можна відзначити Acanthophoenix rubra, Dictyosperma album, Hyophorbe verschaffeltii і Latania loddigesii. Серед екзотичних пальм заслуговує на згадку корифа зонтична (Corypha umbraculifera), відома завдяки своєму розгалуженому суцвіттю, найбільшому на Землі.
Багато дерев у саду посаджені світовими лідерами і членами англійської королівської сім'ї, в тому числі принцесою Маргарет, Індірою Ганді, Франсуа Міттераном, Нельсоном Мандела і Робертом Мугабе.

## Список ендемічних рослинМаскаренських островів, які представлені в ботанічному саду
- Acanthophoenix rubra
- Calophyllum inophyllum
- Calophyllum spectabile
- Croton mauritianus
- Dictyosperma album
- Dictyosperma album var. conjugatum
- Diospyros diversiflora
- Diospyros tesselaria
- Dombeya acutangula
- Dombeya mauritiana
- Dracaena concinna
- Dracaena reflexa
- Elaeodendron orientale
- Eugenia brasiliensis
- Eugenia buxifolia
- Eugenia cotinifolia
- Fernelia buxifolia
- Foetidia mauritiana
- Hibiscus liliiflorus
- Hornea mauritiana
- Hyophorbe indica
- Hyophorbe lagenicaulis
- Hyophorbe verschaffeltii
- Latania loddigesii
- Latania lontaroides
- Latania verschaffeltii
- Mathurina penduliflora
- Mimusops commersonii
- Mimusops erythroxylon
- Mimusops maxima
- Mimusops petiolaris
- Pandanus vandermeeschii
- Protium obtusifolium
- Psiadia arguta
- Pyrostria commersonii
- Pyrostria trilocularis
- Sideroxylon bojerianum
- Stadtmannia sideroxylon
- Terminalia bentzoë
- Zanthoxylum heterophyllum

## Галерея

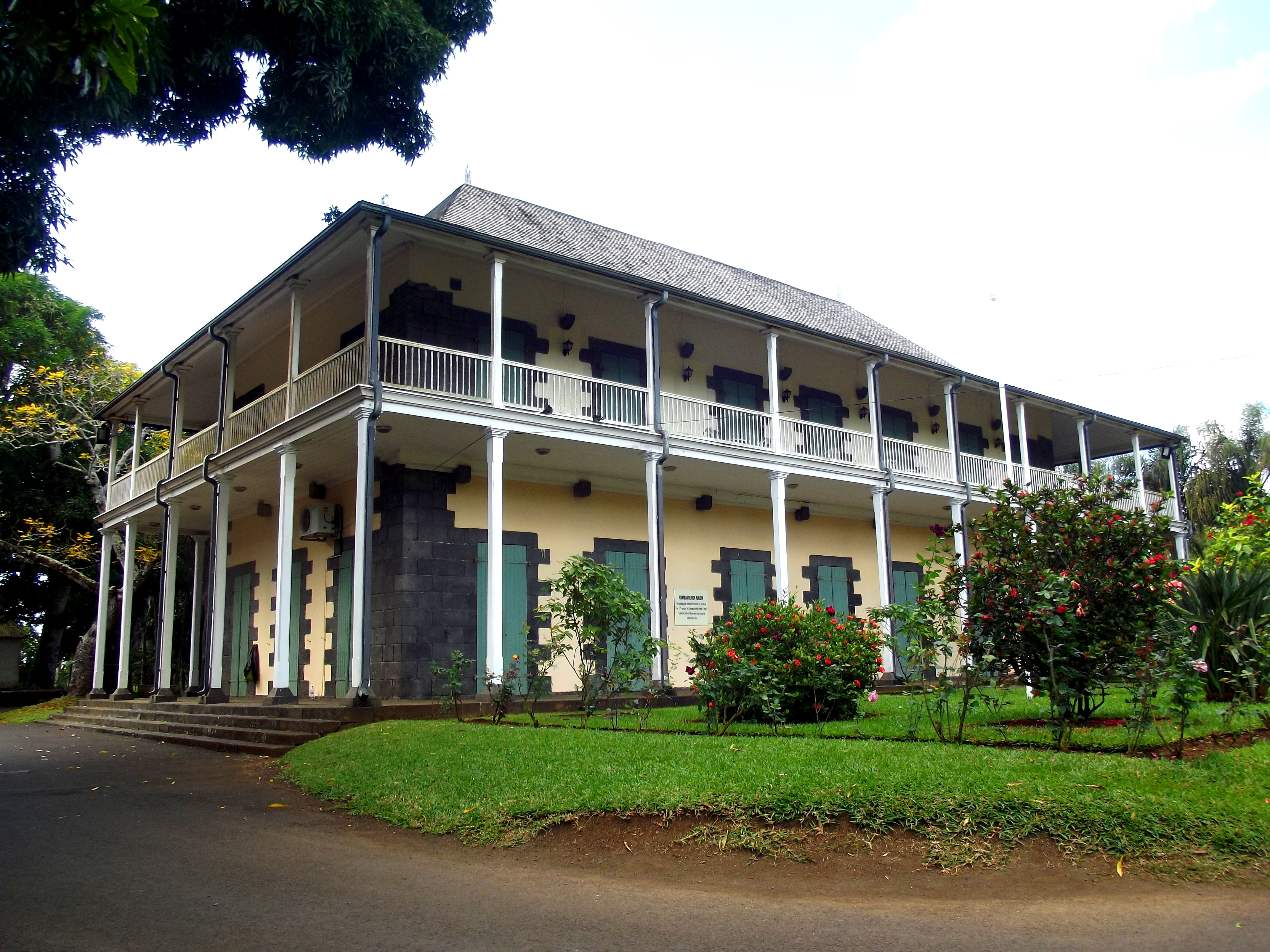
Шато Мон-Плезір
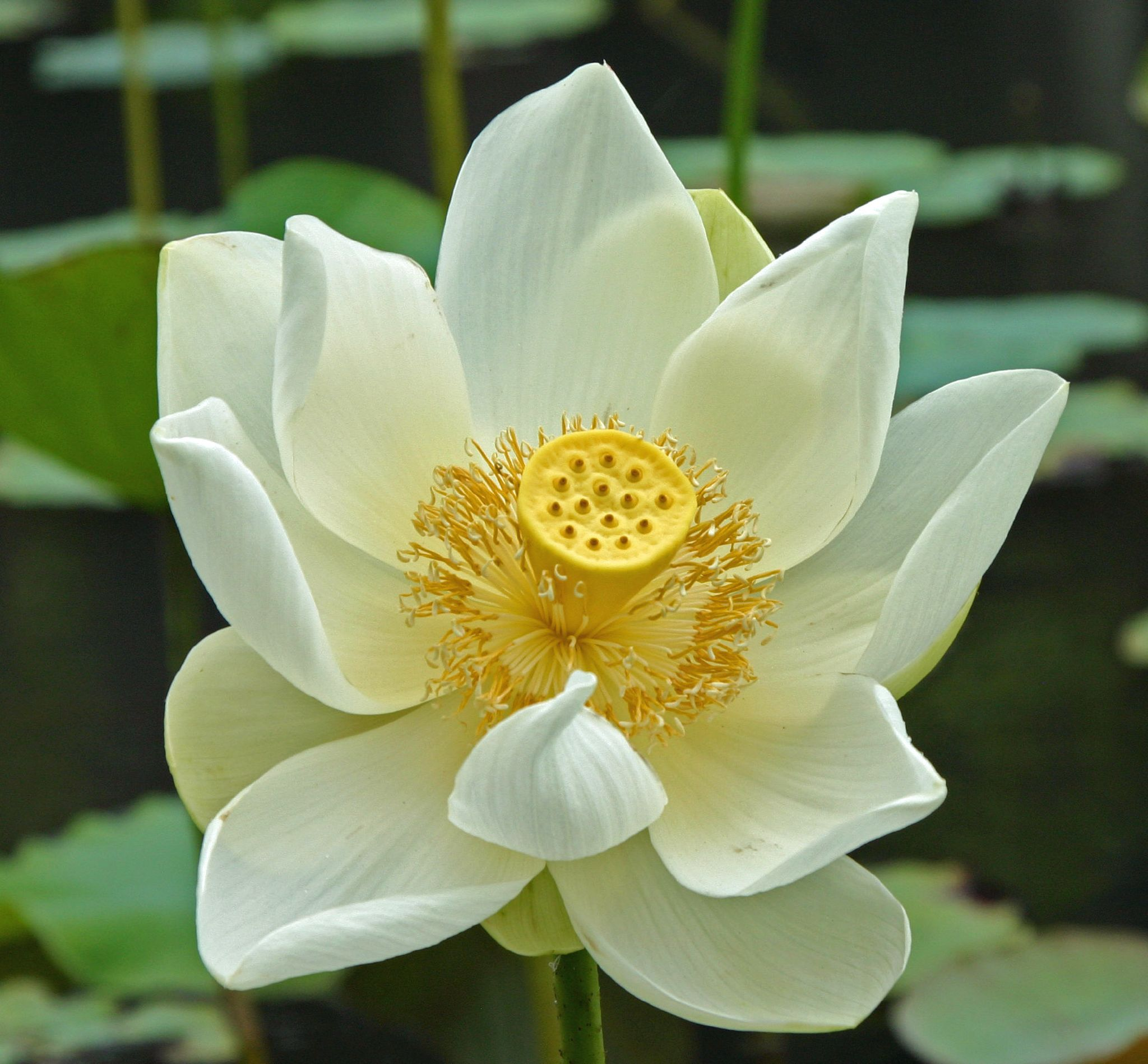
Біла квітка індійського лотосу
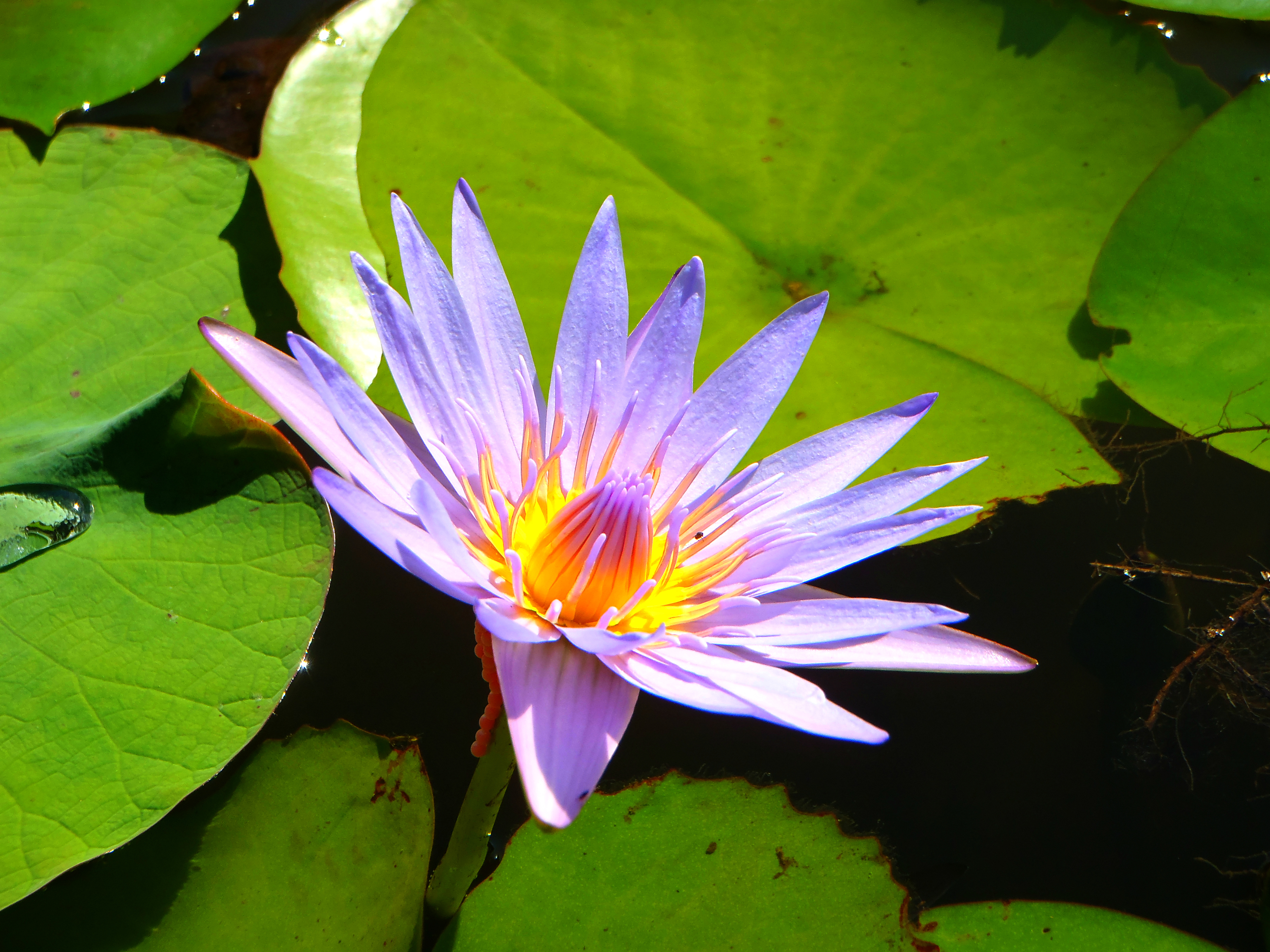
Квітка Nymphaea caerulea

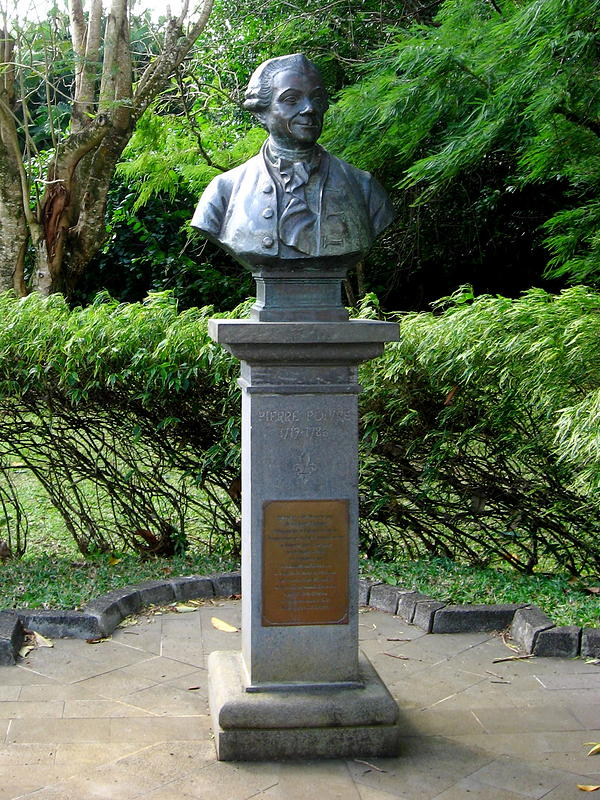
Пам'ятник П’єру Пуавру
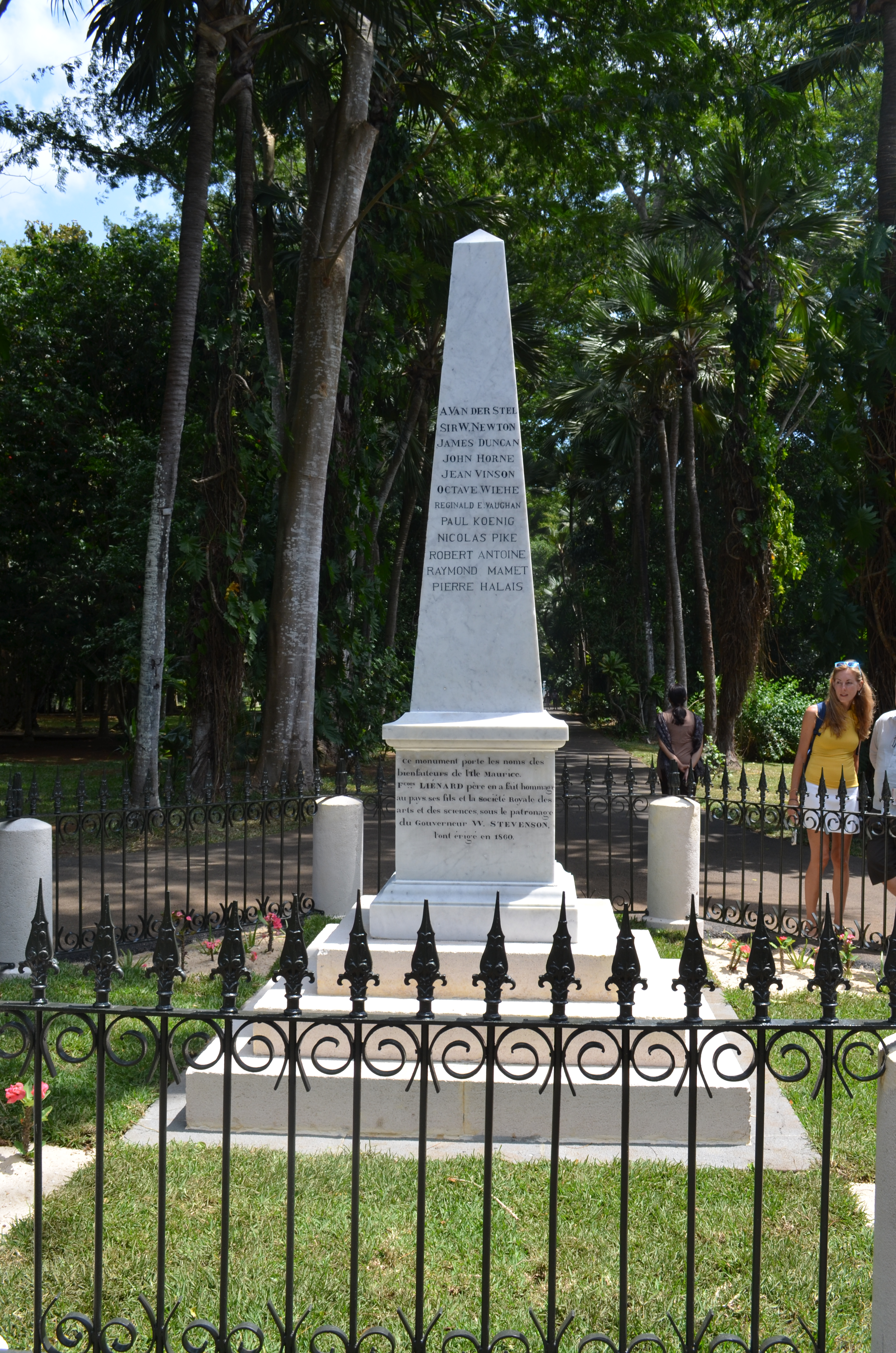
Монумент Франсуа Ліенару
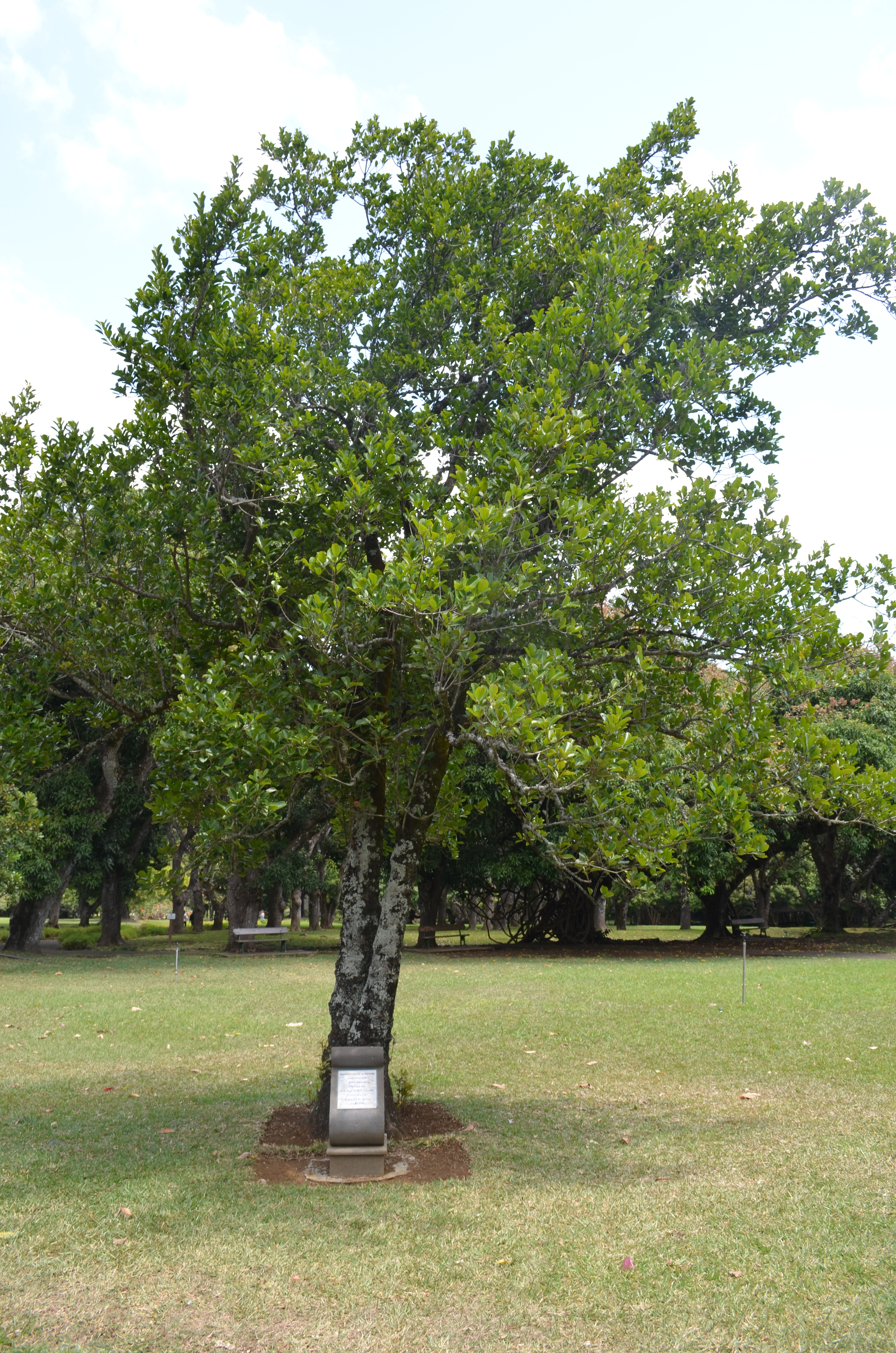
Дерево Elaeodendron orientale, посаджене Індірою Ганді 4.06.1970
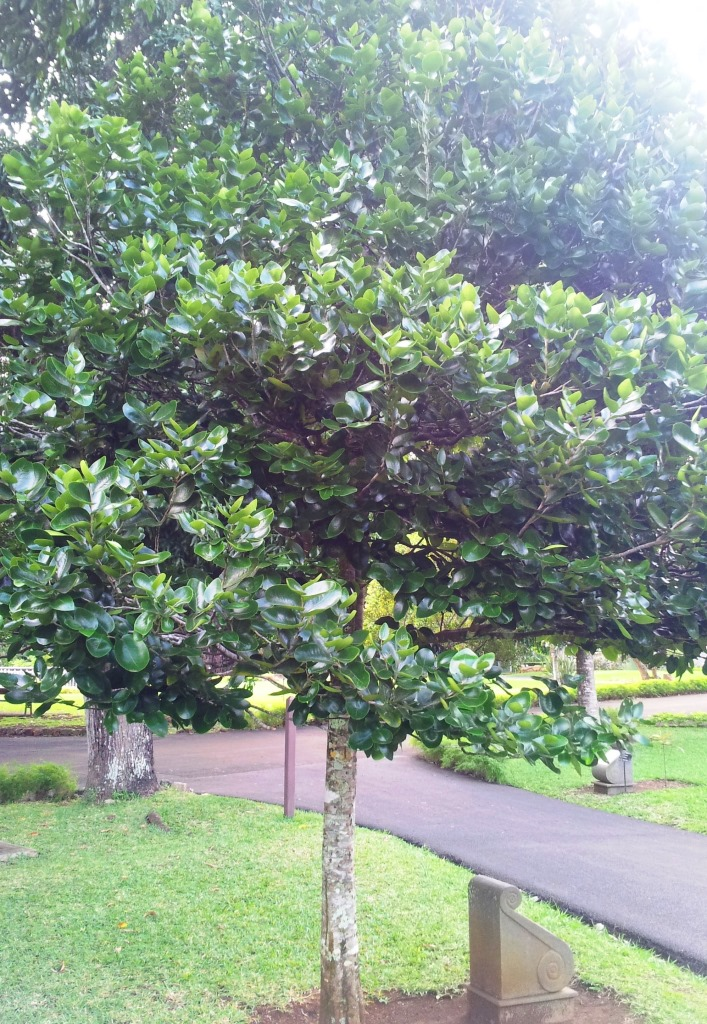
Дерево Diospyros egrettarum, посаджене Нельсоном Мандела
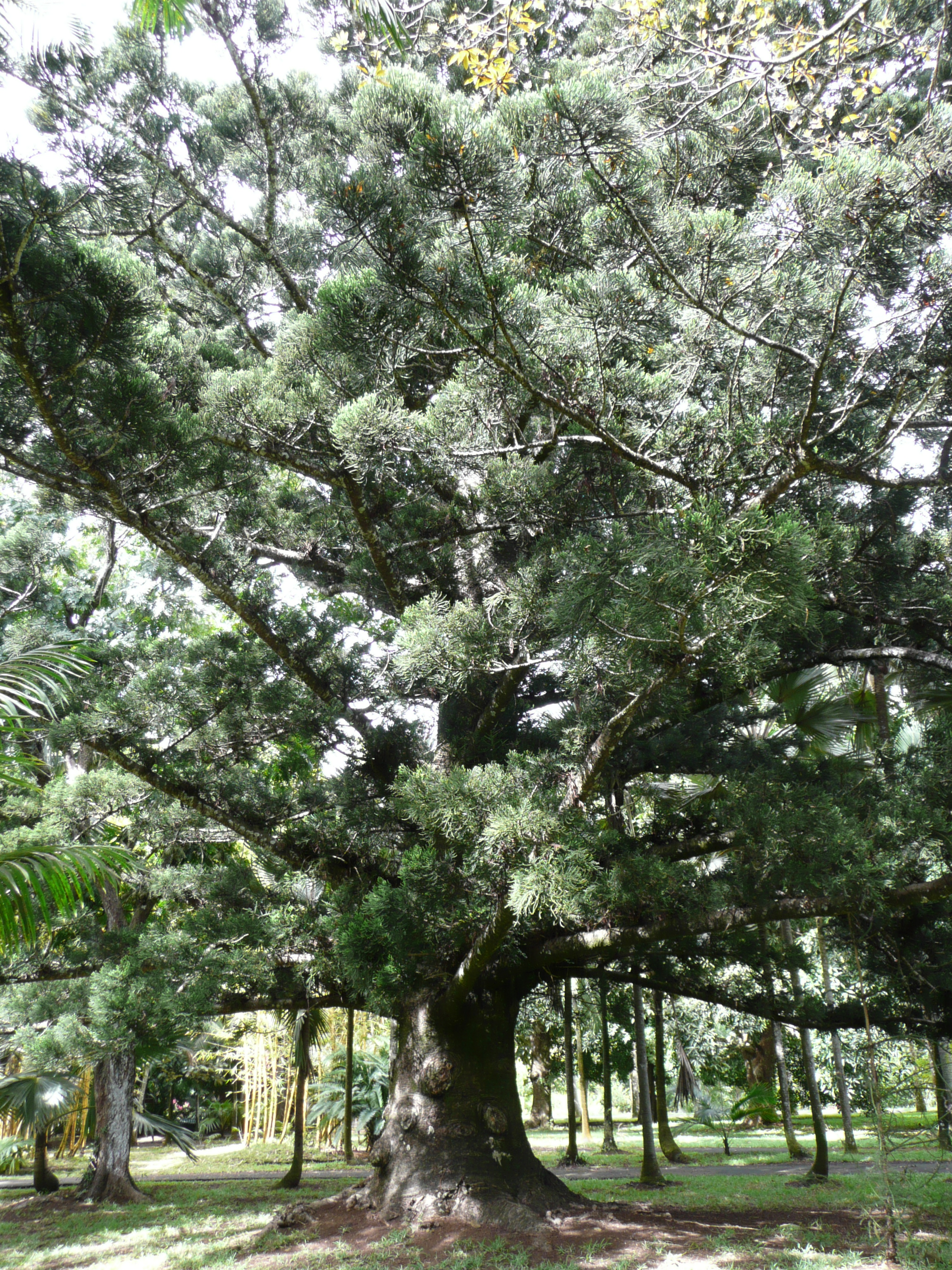
Araucaria cunninghamii